# Gustav Larsson
Gustav Erik Larsson (født 20. september 1980) er en tidligere svensk professionel landevejscykelrytter. Han blev professionel i 2003 og cyklede for Fassa Bortolo frem til han i 2006 gik over til Française des Jeux. Han sluttede sin karriere på ColoQuick CULT.
Han er først og fremmest en tempospecialist, og hans største sportslige fremgang er en fjerdeplads i enkeltstartsløbet under cykel VM i 2004. Han blev også svensk mester i enkeltstart 2006.
Han har deltaget i tre olympiske lege. Ved OL 2004 stillede han op i landevejsløbet og endte som nummer 69. Ved OL 2008 blev han nummer 23 i landevejsløbet, og i enkeltstart vandt han sølv efter Fabian Cancellara, men foran store navne som Alberto Contador, Cadel Evans og verdensmesteren fra samme år, Bert Grabsch. Ved OL 2012 blev han nummer 75 i landevejsløbet og nummer 16 i enkeltstarten.
Larsson bor i Italien sammen med den professionelle cykelrytter Veronica Andréasson.